# Ambrogio Beretta
Ambrogio Beretta (* 23. September 1908 in Turin oder Saronno; † 14. Februar 1988 in Rivoli Veronese) war ein italienischer Radrennfahrer und nationaler Meister im Radsport.

## Sportliche Laufbahn
Beretta war im Straßenradsport aktiv. Er war Teilnehmer der Olympischen Sommerspiele 1928 in Amsterdam. Im olympischen Straßenrennen kam er beim Sieg von Henry Hansen auf den 29. Platz. In der Mannschaftswertung kam Italien mit Allegro Grandi, Michele Orecchia, Marcello Neri und Ambrogio Beretta auf den vierten Rang.
Die nationale Meisterschaft im Straßenrennen der Amateure gewann er 1928. 1927 siegte er im Eintagesrennen Piccolo Giro di Lombardia, 1928 in der Coppa Giachetti. 1928 und 1929 startete er als Berufsfahrer. Den Giro d’Italia fuhr er zweimal. 1928 wurde er 55. und 1929 17. im Endklassement. In den Rennen der Monumente des Radsports war der 4. Platz in der Lombardei-Rundfahrt 1928 sein bestes Resultat.

## Familiäres
Seine Brüder Angelo Beretta und Cesare Beretta waren ebenfalls Radrennfahrer.